# بوق الأذن

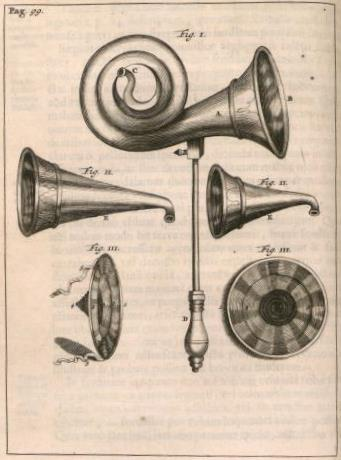
An 18th-century drawing of ear trumpets

بواق الأذن هي جهاز أنبوبي على شكل قمع يجمع الصوت والموجات ويقودهم إلى الأذن. أنها بمثابة جهاز السمع، مما أدى إلى تعزيز تأثير الموجات السليمة إلى طبلة الأذن وبالتالي يقود إلي سمع أفضل لضعاف السمع.
وصنعت لأول مرة أبواق الأذن من الصفائح المعدنية، والفضة، الخشب، والقواقع وقرون الحيوانات.
و قد تم استبدال استعمالها على نطاق واسع في المناطق المترفة بتكنولوجيا متطورة من سماعات الأذن والتي تمتاز بكونها أصغر وأقل بروزاً.. وأصبحت تدريجياً اقل تكلفة.

## التاريخ
أستخدام بواق الأذن لـضعاف السمع جزئيا إلى القرن 17. وأعطي أقرب وصف بوق الأذن من قبل الفرنسيين المسيحين والكاهنة والرياضين، ووصفه المؤرخ جان ليرشنن له أنه للسمع البسيط ووصفه أيضاً أثناسيوس كيرشر كما وصف جهاز مماثل في 1650.
بحلول أواخر القرن 18، فإن استخدامها قد أصبح شائعا بشكل متزايد. وقدمت قابلة للطي ابواق الأذن المخروطية من قبل الصانعين على أساس لمرة واحدة لعملاء محددين. وتضمنت نماذج معروفة في تلك الفترة كانت البوق الصوتي (الذي صممها المصمم جون تاونسند)، وبوق رينولدز (صنع خصيصا للرسام جوشوا رينولدز).

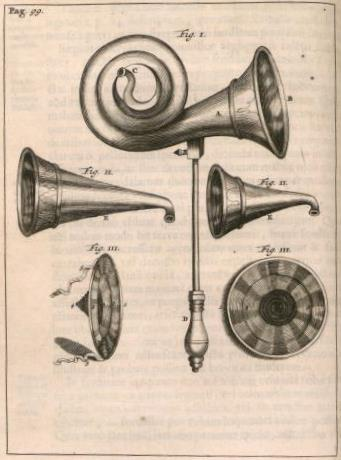
أجهزة ضعاف السمع من القرن 18

أما عن الشركة الأولى التي بدأت تأسست للإنتاج التجاري لبوق الأذن أنشأت من قبل فريدريك رين في لندن في عام 1800. وفضلا عن إنتاج ابواق الأذن. وساعدت هذه الأجهزة في تضخيم الأصوات، في حين أنها لا تزال محمولة. ومع ذلك، كانت هذه الأجهزة الضخمة عموما وكان لابد من دعمها ماديا. في وقت لاحق، تم استخدام نسخ أصغر، بواق الأذن محمول باليد أوالأقماع كما كما نعرفها حالياً.

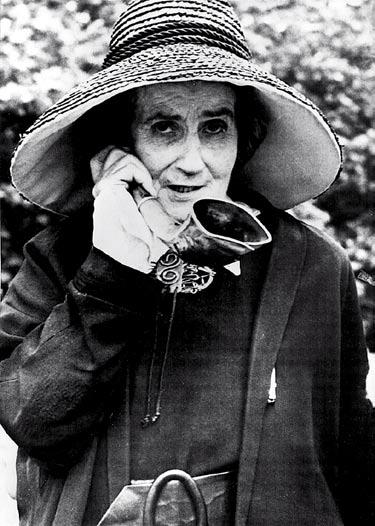
إستخدام بواق الأذن في القرن 18

فريدريك رين، وعرض التصاميم المتطورة في القرن 19.
كلف فريدريك رين لتصميم بواق خاص لملك مريض من البرتغال، جون السادس في عام 1819. وقد تم تصميم كرسي العرش مع أسلحة منحوتة منقوش يشبه أفواه مفتوحة لأسود. تصرفت هذه الثقوب مثل منطقة الاستقبال الصوتيات، التي حولت إلى الجزء الخلفي من العرش عن طريق أنبوب التحدث، وإلى أذن الملك. وأخيرا في أواخر القرن 18، تم صناعة أنبوب الذي كان بين طرفي، مخروط التي تضخم الصوت، وفي نهاية المطاف صنعت لتناسب وضعها في الأذن.

أعلان دعائي لبواق الأذن أوائل القرن 19

## بواق بينارد

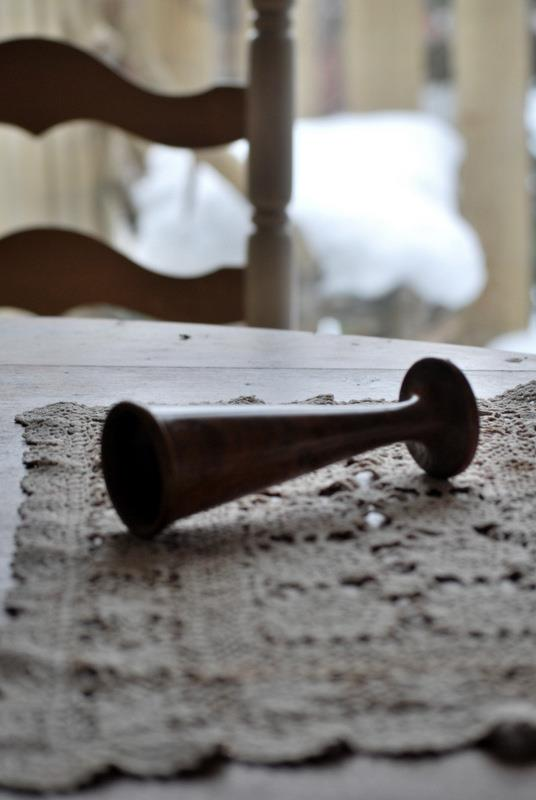
Wooden Pinard horn

بواق بينارد هو من نوع سماعة الطبيب التي تستخدمها القابلات التي تم تصميمها على غرار بوق الأذن. فمن مخروط خشبي حوالي 8 بوصات طويل. قابل للكبس وله نهاية واسعة من الطرف الآخر على بطن المرأة الحامل لمراقبة نغمات القلب. اخترعت بواق بينارد في فرنسا في القرن 19، وما زالت قيد الاستخدام في العديد من الأماكن في جميع أنحاء العالم.